# أبيمديون كوري
أبيمديون كوري (الاسم العلمي: Epimedium koraiensis) هو نوع من النباتات يتبع جنس الأبيمديون من الفصيلة البرباريسية.